# Fano Calcio 2004-2005
Questa pagina raccoglie le informazioni riguardanti il Fano Calcio nelle competizioni ufficiali della stagione 2004-2005.

## Rosa
| N. |                   | Ruolo | Calciatore            |
| -- | ----------------- | ----- | --------------------- |
|    | Italia (bandiera) | C     | Massiniliano Barni    |
|    | Italia (bandiera) | C     | Alessandro Brancaccio |
|    | Italia (bandiera) | C     | Francesco Calanchi    |
|    | Italia (bandiera) | A     | Nicola Chicco         |
|    | Italia (bandiera) | C     | Francesco Cinotti     |
|    | Italia (bandiera) | C     | Tommaso Colambaretti  |
|    | Italia (bandiera) | C     | Fabio Dall'Ara        |
|    | Italia (bandiera) | D     | Marino D'Aloisio      |
|    | Italia (bandiera) | C     | Francesco De Luca     |
|    | Italia (bandiera) | P     | Davide Falcioni       |
|    | Italia (bandiera) | A     | Massimiliano Fanesi   |
|    | Niger (bandiera)  | A     | Hashimu Garba         |
|    | Italia (bandiera) | C     | Rodolfo Giorgetti     |

| N. |                   | Ruolo | Calciatore           |
| -- | ----------------- | ----- | -------------------- |
|    | Italia (bandiera) | D     | Marco Girardi        |
|    | Italia (bandiera) | D     | Davide Giuliani      |
|    | Italia (bandiera) | D     | Daniel Niccolini     |
|    | Italia (bandiera) | C     | Simone Pacini        |
|    | Italia (bandiera) | C     | Luca Patregnani      |
|    | Italia (bandiera) | C     | Marco Pelliccia      |
|    | Niger (bandiera)  | P     | Adeniyi Saula        |
|    | Italia (bandiera) | A     | Massimiliano Sessolo |
|    | Italia (bandiera) | C     | Danilo Stefani       |
|    | Italia (bandiera) | C     | Marco Trufeli        |
|    | Italia (bandiera) | C     | Stefano Ugolini      |
|    | Italia (bandiera) | C     | Nicola Vitali        |
|    | Italia (bandiera) | A     | Luca Zattini         |